# Francisco Alberola Such
Francisco Alberola Such (Alacant, 1890 - 7 de setembre de 1967) fou un advocat i polític alacantí, fill de l'empresari Francisco Alberola Canterac i germanastre de Rafael Alberola Herrera. Estudià als Pares Agustins de Novelda i a l'Institut d'Alacant. Es matriculà a l'acadèmia militar de San Lorenzo del Escorial, però abandonà els estudis poc després per a llicenciar-se en dret a la Universitat Central de Madrid.
Afiliat al Partit Liberal, fou regidor de l'ajuntament d'Alacant el 1915-1921 i el 1922 fou nomenat president del Tribunal Tutelar de Menors. Després de la caiguda de la Dictadura de Primo de Rivera, intentà revitalitzar la Unión Patriótica amb Alfonso de Rojas i fou escollit tinent d'alcalde d'Alacant l'abril del 1931 per l'Aliança Monàrquica. El 1932 fou detingut sota l'acusació de participar en el cop d'estat del general Sanjurjo, però el 1933 fou escollit membre de la Diputació Provincial d'Alacant per la Dreta Regional Agrària (DRA).
Durant la guerra civil espanyola fou empresonat per les autoritats republicanes, i poc després es va aixoplugar a l'ambaixada de l'Argentina. Després de la guerra fou secretari del Sindicat Provincial de Ramaderia, regidor d'Alacant i diputat provincial, degà del Col·legi d'Advocats d'Alacant del 1949 i 1952, i nomenat alcalde d'Alacant, conseller provincial del Movimiento Nacional i procurador a Corts franquistes de maig de 1949 a octubre de 1954. Durant el seu mandat l'aigua corrent es va municipalitzar, es va aprovar la instal·lació de l'empresa Manufacturas Metálicas Madrileñas, alhora que restablí relacions comercials amb Orà. Després de deixar el càrrec fou vicepresident de la Caixa d'Estalvis d'Alacant.